# Siedlungsgeschichte deutschsprachiger Einwanderer in Neuseeland

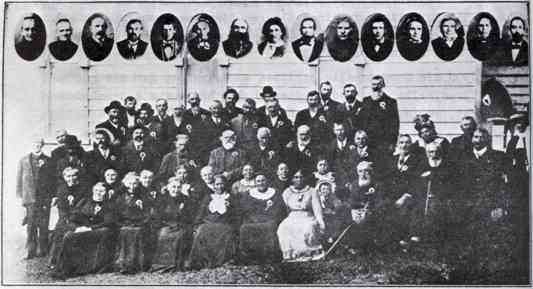
Die ersten Siedler von Puhoi, Neuseeland, etwa 1863

Die Siedlungsgeschichte deutschsprachiger Einwanderer in Neuseeland beginnt mit den Jahren 1836/37, als sich der deutschstämmige Walfänger George Hempleman in der Peraki Bay, im südlichen Teil der Banks Peninsula, als erster deutschsprachige Siedler niederließ.

## Einführung
In der ersten Hälfte des 19. Jahrhunderts wuchs die Bevölkerung in Europa um durchschnittlich 43 %, in der zweiten Hälfte des Jahrhunderts betrug der Anstieg bereits 50 %. Von dieser Entwicklung, die teilweise große soziale Probleme verursachte, waren die Länder Europas in unterschiedlichster Weise betroffen. Während sich die Bevölkerung im 19. Jahrhundert in Deutschland und Österreich schlicht verdoppelte, vervierfachte sie sich in Großbritannien im gleichen Zeitraum. Die sozialen und politischen Spannungen dieser Zeit waren dann auch der Grund für Auswanderungen nach Übersee, die in ihrer überwiegenden Zahl in die Vereinigten Staaten, Argentinien, Südafrika, aber auch in den Süden Australiens und nur zu einem geringeren Teil auch nach Neuseeland stattfand. In Bezug auf Auswanderungen nach Neuseeland spielte hier die britische New Zealand Company eine bedeutende, wenn auch nicht rühmliche Rolle.
Die deutschen Einwanderer in Neuseeland stellten im 19. Jahrhundert mit großem Abstand hinter den Briten die zweitgrößte Einwanderergruppe dar, wogegen Einwanderungen aus Österreich und der deutschsprachigen Schweiz nur vereinzelt vorkamen. Das Interesse Österreichs an Neuseeland lag in dieser Zeit mehr in der Erforschung der Inseln, als an einer Besiedlung. Die Novara-Expedition mit ihrem Aufenthalt vom 22. Dezember 1858 bis zum 8. Januar 1859 in Auckland in Neuseeland war hier die bedeutsamste Expedition ihrer Art für das Alpenland.

### Einwanderung aus Deutschland
Nachweislich der erste deutschstämmige Siedler war George Hempleman. Er errichtete 1836 in der Peraki Bay eine Walfangstation, um dann ein Jahr später mit seiner Frau in der Bucht definitiv zu siedeln. Ihm folgte vier Jahre später eine kleine Gruppe von Deutschen, die zusammen mit französischen Auswanderern in Akaroa auf der Banks Peninsula siedelten. Kleine Missionsstationen, die von deutschen Missionaren eröffnet wurden, entstanden in der Zeit auf Ruapuke Island, in der Foveaux Strait, auf den Chathaminseln, in Warea, in der Region Taranaki und in dem Ort Port Chalmers. Doch die Hauptzeiten deutscher Immigration nach Neuseeland im 19. Jahrhundert fanden
- von 1842 bis 1845 mit der fehlgeschlagenen Chathaminseln-Expedition, der St.-Pauli-Expedition und der Skjold-Expedition,
- von 1861 bis 1867 durch Goldfunde an der Westküste der Südinsel, durch den Goldrausch in Otago und durch die Anwerbung von Söldnern für die Neuseelandkriege zwischen 1860 und 1863, und
- von 1872 bis 1886 durch Julius Vogels Immigrationsprojekt,

statt.
Bis 1867 wuchs die Zahl deutschstämmiger Einwanderer auf 2838 an. 1886 waren es bereits über 5000, die es auf die im Südpazifik liegenden neuseeländischen Inseln zog. Doch ihr Anteil an den Zugewanderten in Neuseeland war insgesamt gesehen nie größer als 1,3 %. Die meisten von ihnen kamen aus dem protestantischen Norden, wie dem Königreich Preußen, dem Herzogtum Mecklenburg-Schwerin, der preußischen Provinz Hannover und den durch Preußen annektierten polnischen Gebieten. Doch auch aus dem Rheinland und aus dem damaligen Königreich Bayern gab es vereinzelt Zuwanderer oder kleine Gruppen von Zuwanderern.
Bis Anfang des 20. Jahrhunderts wuchs die Zahl der deutschstämmigen Immigranten in Neuseeland auf über 10.000 an, doch durch Deutschlands Kriegseintritt in den Ersten Weltkrieg und der Kriegserklärung Großbritanniens gegen Deutschland am 4. August 1914 wurden auch die in Neuseeland lebenden Deutschen als Feinde betrachtet und viele von ihnen auf Somes Island und Motuihe Island interniert. Die Immigration kam folglich abrupt zum Erliegen. Während des Zweiten Weltkriegs kamen noch vereinzelt Deutsche, die sich vor Nazideutschland in Sicherheit bringen mussten. Unter ihnen befanden sich meist Menschen jüdischen Glaubens, Künstler und Akademiker, die in Deutschland um ihr Leben fürchten mussten.
Einwanderungen aus Deutschland nahmen erst in den 1970er Jahren wieder nennenswert zu und erreichten ihren Höhepunkt in den 1990er Jahren. In den frühen 2000er Jahren repräsentierten deutsche Einwanderer erstmals wieder die größte Gruppe neu ankommender Einwanderer vom europäischen Kontinent. Der Zensus von 2006 wies 10.761 in Deutschland geborene Bürger Neuseelands aus, wobei man aber heute schätzt, dass mehr als 200.000 Neuseeländer deutsche Vorfahren haben.

### Einwanderung aus Österreich
Die Zahl der Neuseelandsiedler, die im 19. Jahrhundert der österreichischen Nationalität zugeordnet wurden, stieg von 1874 von 257 nur wenig auf 1.874 bis zur Jahrhundertwende an. Böhmische Siedler kamen zwischen 1863 und 1872 aus dem damals zu Österreich gehörenden Böhmen nach Neuseeland und siedelten um Puhoi herum. In den 1870er Jahren kamen Siedler von Mähren und siedelten in der Gegend um Oxford im Waimakariri District. Ende des 19. Jahrhunderts kamen vermehrt junge Leute aus dem damaligen Kronland Dalmatien. Noch zu Österreich gehörig, versuchten sich die Auswanderer aus Dalmatien dem Kriegsdienst zu entziehen. Sie siedelten nördlich vom Kaipara Harbour und arbeiteten dort auf den Plantagen, auf denen der Rohstoff für Gummi gewonnen wurde. Ihr Siedlungsschwerpunkt wurde Dargaville. 2006 wies der Zensus in seiner Statistik 1.338 in Österreich geborene aus.

### Einwanderung aus der Schweiz
1874, als die erste Volkszählung in Neuseeland durchgeführt wurde, gaben 183 Personen an, in der Schweiz geboren worden zu sein. In der Volkszählung von 1901 waren es mit 333 Personen geringfügig mehr. Die ersten Schweizer, die in Neuseeland blieben, waren Goldsucher und Abenteurer. Später stellte die Gegend um Mount Taranaki einen Siedlungsschwerpunkt Schweizer Staatsbürger dar. Großen Anteil daran hatte Felix Hunger, der 1870 der erste Schweizer Siedler in Taranaki war und vier Jahre später weitere Schweizer überzeugen konnte, nach Neuseeland zu kommen und in der Region Taranaki zu siedeln. Die meisten von ihnen siedelten in Normanby und Kaponga, einem kleinen Ort, der sich heute noch das "Schweizer Zentrum Neuseelands" nennt. 1916 lebte die Hälfte der Schweizer Siedler Neuseelands in South Taranaki District. Der Zensus von 2006 wies für ganz Neuseeland 3.012 aus der Schweiz stammende Bürger aus.

## Deutscher Plan zur Kolonisierung der Chathaminseln
Der erste Versuch, deutsche Siedler in Neuseeland über ein Siedlungsprojekt anzusiedeln, war der Versuch, die Chatham Islands zu kolonisieren. Am 12. September 1841 unterzeichnete der Hamburger Senatssyndicus Karl Sieveking einen Vertrag mit der New Zealand Company zum Erwerb der Chatham Islands. Sieveking war Vertreter einer Gruppe von Hamburger Kaufleuten, die aus den Inseln eine deutsche Kolonie machen wollten. Sie gründeten zu dem Vorhaben eigens die Deutsche Colonisations-Gesellschaft. John Nicholas Beit war der Vertreter der New Zealand Company in Hamburg, der alles versuchte um das Ansiedlungsprojekt mit den Hamburgern zu realisieren und eigens dafür ein 71-seitiges Pamphlet erstellte. Doch der Plan schlug fehl. Am 4. April 1842 wurden die Inseln über ein königliches Letters Patent durch die britische Krone annektiert und der Verkauf durch die New Zealand Company an die Hamburger Kaufleute damit unterbunden.

## St.-Pauli-Expedition
Nachdem das Chatham-Island-Projekt fehlgeschlagen war, versuchte Beit, deutsche Siedlungswillige nach Nelson zu bekommen. Beit und De Chapeaurouge & Co, ein Unternehmen der hanseatischen Familie Chapeaurouge, wurden sich einig und charterten die Bark St. Pauli um knapp 120 Siedler mit ihren Kindern, hauptsächlich aus Norddeutschland kommend und lutherischen Glaubens, nach Neuseeland zu bringen. Mit der Ankunft am 14. Juni 1843 in Nelson zeigte sich aber, dass das versprochene Land nicht zur Verfügung stand. Arthur Wakefield, der Vertreter der New Zealand Company in Nelson, entschärfte den Konflikt der Siedler mit Beit, indem er ihnen Land im Moutere Valley, gut 20 km westlich von Nelson gelegen, gab. Dort gründeten die Siedler die Ansiedlungen Schachtstal, zu Ehren des Kapitäns der St. Pauli so benannt, und St. Paulidorf, dem Schiff der Siedler nach benannt. Doch die Siedlungen wurden zu häufig von Überflutungen heimgesucht, so dass man sie im Oktober 1844 schließlich wieder aufgab. Einige Familien siedelten in Nelson und Waimae Valley und andere wanderten nach Adelaide, Australien aus. Die mitgereisten Missionare, Riemenschneider, Wohlers, Heine und Trost, verließen die Gegend ebenfalls bis spätestens zum Ende des Jahres.

## Skjold-Expedition
Die missglückte Ansiedlung der ersten Siedlergruppe verschweigend, versuchte die New Zealand Company mit dem schleswig-holsteinischen Investor Kuno zu Rantzau-Breitenburg, eine neue Siedlungsexpedition nach Nelson zu starten. Doch noch bevor ein Schiff in See stechen konnte, wurde bekannt, dass die New Zealand Company in Zahlungsschwierigkeiten war und Kuno zu Rantzau-Breitenburg das Siedlungsprojekt nur noch auf eigenes Risiko realisieren konnte. Er tat dies, engagierte die Kelling-Brüder (siehe unten) und Johann Benoit als Bevollmächtigte der Expedition und schickte am 21. April 1844 gut 140 Siedlungswillige mit der Skiold, einer dänischen Bark, unter dem Kommando von Kapitän C. Claussen auf die Reise. Am 1. September 1844 in Nelson angekommen, gründeten die Siedler die Ansiedlungen Ranzau, Sarau, Rosental und Neudorf und belebten damit die deutsche Siedlung westlich von Nelson. Von deren Erfolg angezogen, kamen in den 1870er Jahren viele der nach Adelaide ausgewanderten Siedler der "ersten Stunde" wieder zurück und verstärkten die neuen Siedlungen. Durch die aufkommende Deutschfeindlichkeit während des Ersten Weltkriegs wurden die deutschen Ortsnamen von offizieller Seite aus eliminiert und die Orte Ranzau in Hope, Sarau in Upper Moutere und Rosental in Rosedale umbenannt.

## Böhmische Siedler in Puhoi
Am 12. März 1863 wurde das erste von vier Schiffen mit böhmischen Siedlern auf die Reise nach Neuseeland geschickt. Initiator des Siedlungsprojektes war Martin Krippner, ein aus Böhmen stammender Sohn eines Schmieds, der bereits 1860 mit seiner Frau nach Neuseeland ausgewandert war. Krippner, mit Gouverneur George Edward Grey in gutem Kontakt gewesen, erkannte die Probleme der noch jungen Kolonie, zuverlässige Arbeitskräfte zu bekommen, und arrangierte mit seinem noch in Böhmen lebenden Bruder die Ansiedlung, unter Landzusagen durch den damaligen Provinzrat von Auckland. Das erste Schiff, die War Spirit unter Kapitän Lückes, erreichte am 27. Juni 1863 mit 83 Passagieren Auckland. Die Siedler, die aus verschiedenen Teilen Böhmens kamen, gründeten ihre Siedlung in Puhoi. Das hügelige Buschland, welches ihnen der Provinzrat unter dem Waste Land Act zugesprochen hatte, lag rund 40 km nördlich von Auckland und war extrem schwer zu bearbeiten. Nur durch die Unterstützung der ortsansässigen Māori war ein Überleben dort zu sichern. 1866 kam mit der Liverpool Verstärkung, und zwei weitere Gruppen von Siedlern sollten 1872 mit der Queen Bee und 1876 mit der Shakespeare folgen. Anfang der 1880er konnte die Siedlung als komplett angesehen werden. Die Anbindung an das Telefonnetz im Jahr 1887 rundete den Komfort für damalige Verhältnisse ab. Der Ort Puhoi hat bis heute die Zeichen seiner böhmischen Herkunft nicht verloren. Auch von der Internierungswelle gegen deutschstämmige Neuseeländer während des Ersten Weltkriegs blieb die böhmische Siedlung verschont.

## Deutsche Auswanderer

### 19. Jahrhundert
Jahr der Auswanderung
- 1836 – George Hempleman (1799–1880), Kapitän, Walfänger und erster deutschstämmiger Siedler in Neuseeland
- 1844 – Carl Friederich Christian Kelling (1818–1898), Mitbegründer der deutschen Siedlung Ranzau, Community Leader und Farmer
- 1844 – Johann Friederich August Kelling (1820–1909), Mitbegründer der deutschen Siedlung Ranzau, Community Leader und späteres Mitglied des House of Representatives
- 1858 – Julius von Haast (1822–1887), Geologe, Naturforscher und Professor des Fachbereichs Geologie am Canterbury College in Neuseeland
- 1861 – Gustav von der Heyde (1834–1891), Geschäftsmann und Politiker
- 1862 – Louis Ehrenfried (1835–1897), Bierbrauer und Kommunalpolitiker
- 1862 – Gustav von Tempsky (1828–1868), Abenteurer, Offizier und Maler
- 1863 – Bendix Hallenstein (1835–1905), Kaufmann, Politiker und Textilfabrikant in Dunedin

### 20. Jahrhundert
- um 1900 – Friedrich Wohnsiedler, (1879–1958), Winzer in der Hawke’s Bay
- 1902 – George William von Zedlitz (1871–1949), erster Professor für moderne Sprachen an der Victoria University in Wellington
- 1938 – Karl Joseph Wolfskehl (1869–1948), Schriftsteller und Übersetzer
- 1938 – Johann Thomas Eichelbaum (1931–2018), Jurist, Chief Justice am High Court of New Zealand und Acting Judge am Supreme Court of New Zealand

## Österreichische Auswanderer

### 19. Jahrhundert
- 1860 – Martin Krippner (1817–1894), Soldat, Gründer von Puhoi, Postmeister und Lehrer

### 20. Jahrhundert
Jahr der Auswanderung
- 1940 – Herbert Otto Roth (1917–1994), Sozialist, Historiker und Bibliothekar

## Schweizer Auswanderer

### 19. Jahrhundert
Jahr der Auswanderung
- 1870 – Felix Hunger (1837?–1918), Goldsucher, Schmied, Farmer und Ansiedler